# إدينيو بايانو
إدينيو بايانو (بالبرتغالية: Edinho Baiano‏) (27 يوليو 1967 في كاروارو في البرازيل – )؛ هو لاعب كرة قدم سابق كان يلعب كمدافعاجم.

## وصلات خارجية
- إدينيو بايانو على موقع رابطة كرة القدم اليابانية للمحترفين (اليابانية)
- إدينيو بايانو على موقع قاعدة بيانات كرة القدم.إي يو (الإنجليزية)
- إدينيو بايانو على موقع عالم كرة القدم.نت (الإنجليزية)